# Murray Head
Murray Seafield Saint-George Head, född 5 mars 1946 i London, är en brittisk skådespelare och musikalartist. Han hade en uppmärksammad roll i den Oscars-nominerade filmen Söndag, satans söndag 1971.
Head spelade Judas Iskariot i originaluppsättningen av rockoperan Jesus Christ Superstar och fick en hit på Billboardlistan med låten "Superstar" ur den. Han sjöng även rollen som amerikanen i konceptalbumet till Chess, där han fick en stor hit med låten "One Night in Bangkok" (skriven av Benny Andersson, Björn Ulvaeus och Tim Rice).

## Privatliv
Murray Head är bror till Anthony Stewart Head och son till skådespelerskan Helen Shingler samt farbror till Emily Head och Daisy Head. Han var gift med Susan Ellis Jones från 1972 tills de skildes 1992. Tillsammans har de två döttrar, Katherine och Sophie.

## Diskografi
Studioalbum
- 1972 – Nigel Lived
- 1975 – Say It Ain't So
- 1979 – Between Us
- 1981 – Voices
- 1981 – How Many Ways
- 1983 – Shade
- 1984 – Restless
- 1987 – Sooner or Later
- 1992 – Wave
- 1993 – Innocence
- 1995 – Pipe Dreams
- 2000 – Innocence (reviderad utgåva av Wave)
- 2002 – Passion
- 2007 – Tête à Tête
- 2008 – Rien n'est écrit
- 2012 – My Back Pages

Livealbum
- 1981 – Find the Crowd
- 2009 – Live Collection Vol 1
- 2010 – Live Collection Vol 2

Samlingsalbum
- 1990 – Watching Ourselves Go By
- 1995 – When You're in Love
- 1995 – Greatest Hits
- 2006 – Emotions, My Favourite Songs